# Laís (futebolista)
Arthur Antunes de Moraes e Castro ou simplesmente Laís (Rio de Janeiro, 11 de novembro de 1899 — Maringá, 20 de dezembro de 1963), foi um futebolista brasileiro que atuou como meio-campista, como treinador e árbitro de futebol.

## Carreira
Iniciou e encerrou sua carreira futebolística no mesmo clube, o Fluminense. Pelo clube das Laranjeiras, fez cento e trinta e nove jogos e marcou cinco gols. Defendeu também a Seleção Brasileira que conquistou o Campeonato Sul-Americano de Futebol de 1919, Campeonato Sul-Americano de Futebol de 1922 e a Copa Roca de 1922. Pela Seleção Brasileira, fez nove jogos e não marcou nenhum gol.

## Morte
Morreu em 20 de dezembro de 1963, de causa desconhecida.

## Títulos
Fluminense
- Campeonato Carioca: 1917, 1918, 1919, 1924
- Torneio Início: 1916, 1924

Seleção Brasileira
- Campeonato Sul-Americano de Futebol de 1919
- Campeonato Sul-Americano de Futebol de 1922
- Copa Roca de 1922